# 特撮監督

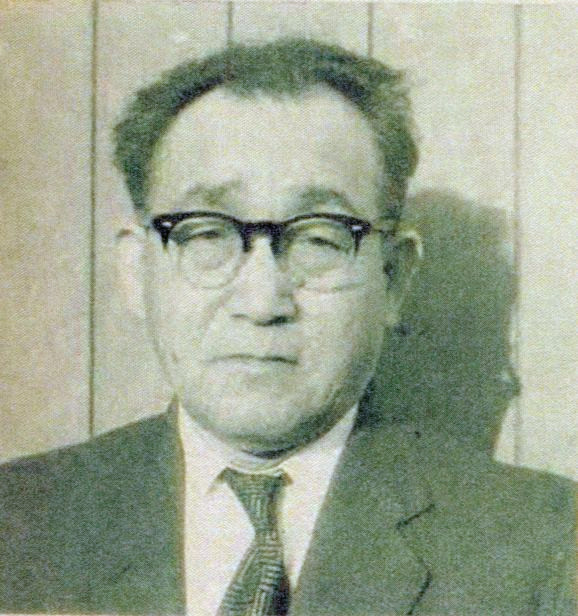
円谷英二

特撮監督（とくさつかんとく）とは、日本の特撮映画やテレビにおいて、SFXが主となるシーンまたはカットの演出を担当するスタッフのこと。特技監督（とくぎかんとく）、または特殊技術（とくしゅぎじゅつ）とも呼ばれる。特技監督は東宝やその流れを汲む円谷プロダクションで多く用いられる名称で、特殊技術チームの中に美術班、照明班などとともに並置される撮影班の責任者である撮影監督＝特殊撮影監督（このポジションで実績を残したのち特技監督となった例に有川貞昌と高野宏一がいる）と区別する意味あいがある。
1940年ごろ、円谷英二が特撮カットの多い映画を製作する上で、1本の映画を2人の監督が演出するという方法をとったために生まれた役職である。特撮カットについては演出の全権を持ち、本編カットとの連携をふくめて作品全体についても監督とほぼ対等の発言権がある（これに対して特撮責任者がスーパーバイザーとしてクレジットされる場合は、演出の全権を司る監督のもとで映像作りを技術的に具体化していく役割を担う）。このシステムは、大量の特撮カットを効率的に撮影できるというメリットがある反面、監督と特撮監督が不仲になるなどの弊害もある。また、実質的な二人監督制ということで、東宝特撮の全盛期、黒澤明、岡本喜八など監督としてのアイデンティティを追求していた人々は、特撮物を主管する田中友幸プロデューサーの担当に属しながらも絶対にこの種の企画を引き受けなかった。
東宝で平成ゴジラシリーズなどの特技監督を務めた川北紘一は、特撮監督（特技監督）と特殊技術の表記の違いについて、前者は監督自身が著作権を持ち後者は制作会社が権利を持つとしており、仕事の内容やギャラなどは変わらないと述べている。
この日本独特の方法は現在も脈々と受け継がれている。

## 代表的な特撮監督
- 円谷英二
- 有川貞昌
- 矢島信男
- 中野昭慶
- 高野宏一
- 佐川和夫
- 川北紘一
- 樋口真嗣
- 佛田洋
- 尾上克郎
- 田口清隆